# Manolo Jiménez (football, 1964)
Pour les articles homonymes, voir Manuel Jiménez et Jiménez.
Manuel Jiménez Jiménez, plus connu comme Manolo Jiménez, né le 26 janvier 1964 à Arahal près de Séville, est un footballeur et international espagnol évoluant au poste de défenseur. Il est désormais entraîneur.

## Carrière de joueur

### International
Il a disputé 2 rencontres de la Coupe du monde 1990 avec l'Espagne, face à l'Uruguay et la Yougoslavie. 
- 1988-1990 :  Espagne (15 matches - 0 but)

## Carrière d'entraîneur
Après le départ de Juande Ramos pour Tottenham, le 27 octobre 2007, il accède au poste d'entraîneur principal, après avoir dirigé l'équipe réserve de Séville durant sept années.

## Palmarès entraineur
- Championnat de Grèce : 2018